# Gnikine
Gnikine est un village côtier du Sénégal situé en Basse-Casamance. Il fait partie de la communauté rurale de Diembéring, dans l'arrondissement de Cabrousse, le département d'Oussouye et la région de Ziguinchor.
Lors du dernier recensement (2002), le village comptait 225 habitants et 31 ménages.